# Anthony Contreras
Artikeln följer den spanska namnseden; faderns efternamn är Contreras och moderns efternamn Enríquez.
Anthony Daniel Contreras Enríquez, född 29 januari 2000, är en costaricansk fotbollsspelare (anfallare) som spelar för Riga FC och Costa Ricas landslag.

## Landslagskarriär
Contreras debuterade för Costa Ricas landslag den 12 november 2021 i en 0–1-förlust mot Kanada. I november 2022 blev Contreras uttagen i Costa Ricas trupp till VM 2022.